# Alar Karis
Alar Karis, född 26 mars 1958 i Tartu, Estniska SSR, Sovjetunionen är sedan den 11 oktober 2021 Estlands president.
Karis har tidigare verkat som forskare inom utvecklingsbiologi och statlig ämbetsman. Han var från 2007 till 2012 universitetsrektor för Tartu universitet, från 2013 till 2018 Estlands riksrevisor, och från 2018 till 2021 chef för Estlands nationalmuseum.

## Bakgrund och karriär
Karis växte upp med sin mamma och mormor efter hans föräldrars skilsmässa år 1960.
Karis tog studentexamen 1976 vid Tartus 2:a centralskola (nuv. Miina Härma-gymnasiet) och studerade därefter vid Estlands jordbruksakademis fakultet för veterinärvetenskap, där han från 1981 till 1987 verkade som forskarstuderande. 1987 avlade han en kandidat nauk-examen i parasitologi vid Vitrysslands vetenskapsakademi. Från 1987 till 1991 var han anställd vid Estlands vetenskapsakademis biologiska forskningscentrum. Han bedrev därefter forskning inom molekylär genetik i utlandet, vid Hamburgs universitet (1991), National Institute for Medical Research i London (1992/93) och Rotterdams universitet (1993 till 1998) och övertog därefter professuren i zoologi vid Tartu universitet 1999. Från 2003 till 2007 var han rektor för Estlands livsvetenskapliga universitet och valdes därefter 2007 till rektor för Tartu universitet. Karis efterträdde då Jaak Aaviksoo, som lämnat rektorsposten i förtid för att bli Estlands försvarsminister, och lanserades som kompromisskandidat efter att tre tidigare valomgångar misslyckats med att säkra en röstmajoritet för en efterträdare.
Karis utsågs av Riigikogu till Estlands riksrevisor 26 mars 2013. I oktober 2017 blev han chef för Estlands nationalmuseum i Tartu.

## Presidentskap
Karis nominerades i augusti 2021 av regeringskoalitionen mellan Estniska reformpartiet och Estniska centerpartiet till posten som Estlands president inför 2021 års presidentval. Av de andra föreslagna kandidaterna var det inga som uppnådde det nödvändiga antalet underskrifter från parlamentariker för att formellt nomineras. Han valdes 31 augusti 2021 av Riigikogu till president i andra valomgången, efter att i första omgången inte ha uppnått den nödvändiga två tredjedels majoriteten. I andra valomgången fick han stöd från alla partier utom det högernationalistiska EKRE. Karis svors in som Estlands president och tillträdde ämbetet den 11 oktober 2021.
Det faktum att de avgörande omröstningarna i Riigikogu genomfördes utan motkandidat ledde till krav på reform av valsystemet i 1992 års grundlag, som har en relativt hög tröskel för att nominera presidentkandidater; det var första gången sedan Sovjetunionens dagar som regeringens kandidat stått utan motkandidat i presidentvalet. Karis kom i sitt installationstal att kommentera kontroversen kring valprocessen och uppmanade Riigikogu att granska olika förslag till förändringar av valprocessen, som ett utökat elektorskollegium redan i processens tidiga stadier eller rentav ett direkt presidentval istället för det nuvarande indirekta presidentvalet.
Karis tidiga presidenttid kom i hög grad att domineras av säkerhetsfrågor, med anledning av Rysslands invasion av Ukraina 2022.

## Familj och privatliv
Alar Karis är son till botanikern Harry Karis (född 1930) och är sedan 1977 gift med historikern Sirje Karis (född Jädal). Hon är tidigare chef för Estlands historiska museum samt stadsmuseet i Tartu. Paret har tre vuxna barn tillsammans.
Vid sidan av estniska talar Karis också flytande engelska och ryska. Han har dock erkänt att hans ryska är inte länge är så flytande, eftersom han har inte använt språket för ett tag.

## Utmärkelser

### Estniska
Som Estlands president är Karis stormästaren till följande estniska orden:
- Statsvapnets orden
- Terra Mariana-korsets orden
- Vita stjärnans orden
- Örnkorsets orden
- Estniska Röda korsets orden

### Utländska
- kommendör av Leopoldsorden (Belgien)[2]
- kedja av Finlands Vita Ros’ orden (Finland, 2024)[9]
- storofficerare av Finlands Lejons orden (Finland, 2013)[10]
- riddare av Serafimerorden (Sverige, 2023)[2]
- kommendör av Nordstjärneorden (Sverige, 2011)[2]
- kedja av Tre Stjärnors orden (Lettland, 2023)[11]
- 3. klass av Erkänslans kors (Lettland, 2019)[12]
- 1. klass av Furst Jaroslav den vises orden (Ukraina, 2024)[13]